# Étienne Saintenac
Étienne Saintenac, né le 15 février 1916 à Marseille et mort le 3 mai 1945 à Lübeck, est un enseignant et résistant français pendant la Seconde Guerre mondiale.

## Biographie
Étienne Saintenac est le fils du pasteur Daniel Saintenac, tué au
combat en 1917. Après avoir fait ses classes au lycée Thiers, il poursuit
des études à Lyon puis Strasbourg ; il est reçu à l’agrégation de philosophie en
1942.
Il commence à enseigner peu avant la Seconde Guerre mondiale. Il
participe alors en parallèle à une association protestante d’étudiants et au Comité de vigilance des intellectuels antifascistes. Mobilisé, il ne peut qu’assister impuissant à
la débâcle.
En 1941, alors enseignant à Clermont-Ferrand, il entre au réseau
Combat. Il est emprisonné en mai 1942, cadre dans lequel il passe
l’agrégation.
Ayant bénéficié d’un non-lieu, il est muté en novembre suivant au lycée de garçons de Nîmes. Il poursuit ses activités de résistance dans son enseignement, en
proposant des sujets comme « la force et le droit ». En contact avec
Louis Salle, il renoue avec Combat et participe à divers sabotages. Il écrit
à cette époque divers poèmes engagés, où il dresse un parallèle entre l’armée de l’ombre et les
Camisards.
En février 1944, il succède à Jean Bastide comme chef départemental des
Mouvements unis de la Résistance. Mais, le 28 mars, il est arrêté à son
domicile par la Gestapo, puis déporté au camp de concentration de Neuengamme. Le camp est évacué via le Cap Arcona, qui est coulé
par les Alliés le 3 mai 1945 à Lübeck ; Saintenac y perd la vie.

## Reconnaissance
Un boulevard de Nîmes porte son nom.

## Distinction
Il est reconnu « déporté résistant ».
- Médaille de la Résistance française à titre posthume par décret du 10 janvier 1947[1],[4].